# یینین
یینین (به چکی: Jinín) یک منطقهٔ مسکونی در جمهوری چک است که در ناحیه ستراکونیتسه واقع شده‌است. یینین ۴٫۸۵ کیلومتر مربع مساحت و ۱۸۵ نفر جمعیت دارد و ۵۴۵ متر بالاتر از سطح دریا واقع شده‌است.